# Club Sónico
Club Sónico fue un programa de televisión argentino conducido por Santiago Del Moro, que se emitió por el Canal de la Música, bajo la producción de Innovo Producciones. Club Sónico era un programa destinado al público joven, su premisa mayor era la interacción continua con el público mediante las llamadas telefónicas, que además podían conectarse desde sus casas mediante sus webcams.

## Historia
Cada tarde Santiago del Moro nos invitaba de un modo divertido e inteligente, a conocer las opiniones, los gustos y las iniciativas de todos los jóvenes. Club Sónico era, antes que nada, un espacio para la expresión. Los centenares de llamados, mensajes de texto y correos electrónicos que la producción de Club Sónico recibía a diario, son una muestra acabada de la rápida aceptación obtenida de parte del público. Desde el inicio se involucraba a la joven teleaudiencia a que participe del programa ya sea mostrando su habilidad en el original Círculo de talento -un novedoso espacio creado para ver y escuchar las particulares historias de vida de nuestros invitados- como a través de un segmento donde nos muestran sus talentos -en canto, baile, actuación, conducción, modelaje, etc.- donde han pasado artistas; como por ejemplo: JessyCam, el Chelo Marchelo, Ariel Calfucurá, Demien López, la Familia Retamar, Sandro y Celeste, VJ Emir, entre muchísimos otros. El resultado era una variedad más que interesante de talento. La producción estaba a cargo de Pablo Benvenutti y Rodrigo Espector, dos jóvenes promesas de la producción local, que junto al gran potencial que Del Moro aportaba, pudieron crear en sello único y un hito en la programación musical de Argentina. Sin dudas, fue un éxito el haber alcanzado un espacio donde los jóvenes se expresan tan libremente como es posible. Asimismo, tenían una particular sección llamada 'vía satélite' donde el conductor interactuaba con las estrellas mundiales, ya caídas en desgracia, logrando unos diálogos hilarantes, lisérgicos y únicos, donde el espectador verdaderamente creía ver al conductor dialogar con Britney Spears, Michael Jackson o Robbie Williams. Los personajes estaban a cargo de Jey Mammón, en lo que fue su debut televisivo. Era el único programa de la señal que difundía sólo música inglesa, hasta tuvo la oportunidad de estrenar en exclusiva, para toda la Argentina, el videoclip de 'Give it 2 me' el exitazo de Madonna, estrenado en el 2008. Sin dudas, Club Sónico era el único programa pensado de la época y llevado a cabo para que los adolescentes no solo se diviertan sino además se involucren y participen en varias formas. Su primera emisión fue el 8 de agosto de 2007 y su último programa fue el 13 de agosto de 2009.